# Blindenleihbibliothek am Goetheanum
Die Blindenleihbibliothek am Goetheanum im schweizerischen Dornach wurde 1950 gegründet. Dort wurden unter anderem jene Bücher gepflegt, die während des Zweiten Weltkrieges aus der Anthroposophischen Blindenleihbibliothek in Colmar gerettet werden konnten.
Im Juli 2005 wurden die circa 220 deutschen und 120 französischen Blindenschrift-Bände der Blindenleihbibliothek am Goetheanum in die SBS Schweizerische Bibliothek für Blinde, Seh- und Lesebehinderte überführt.